# 진공로스팅
진공로스팅(영어: vacuum Roasting)은 기존의 고기를 익히기위한 로스팅이 아닌 커피 로스팅을 하기 위해 개발된 기술이다.
일반 로스팅은 산소와 질소가 존재하는 대기 상태에서 로스팅을 하며, 로스팅 과정에서 이산화탄소가 발생하여 산소와 이산화탄소가 원두에 흡착한다. 그로 인해 흡착된 산소는 원두 산패의 원인과 탈착으로 인한 향 감소의 원인이 된다.
하지만 진공 로스팅의 경우 산소와 질소가 없는 진공상태에서 로스팅을 하며 로스팅 과정에서 발생되는 것이 없고, 커피 원두에 흡착된 산소가 없기 때문에 향과 맛이 오래 보존된다는 장점을 가지고 있다.
커피를 진공로스팅하여 대량으로 생산할 수 있는 진공식 커피 로스터기는 오올에서 최초로 개발하였으며, 한국, 일본, 미국, 유럽에 특허를 등록하였다.
진공로스팅의 장점 
1. 이산화탄소의 발생없이 커피를 로스팅 할 수 있다.
2. 로스팅할 때 발생되는 발암물질인 아크릴아마이드를 최소화 할 수 있다.
3. 폴리페놀의 일종이 클로로겐산의 파괴를 최소화할 수 있다.

음식의 로스팅에서 가장 중요한 것은 산소의 접촉을 최소화하여 산화를 줄이는 것인데, 이런 면에서 진공로스팅은 커피 뿐만 아니라 견과류, 콩, 보리 등 다양한 음식에 응용이 가능하다.